# Fabric

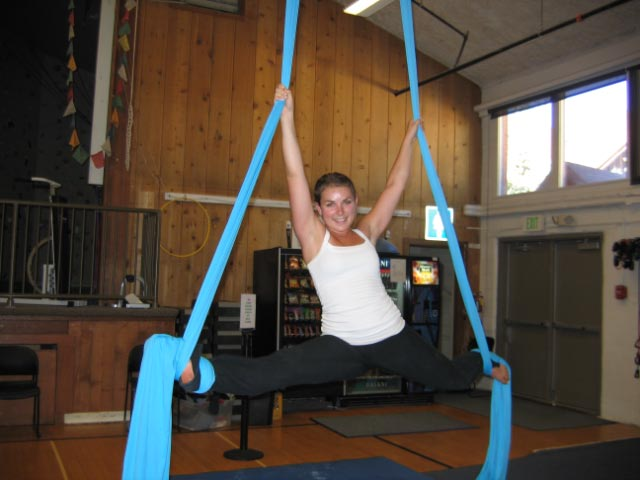
Imagine de epocă din Fabric

Fabric (alternativ Fabrică, în germană Fabrikstadt, maghiară Gyárkülváros) este un cartier istoric din Timișoara. Numele său vine de la fabricile care s-au construit aici încă de la apariția sa. Localitatea Palanca Mare a fost inițial separată de Timișoara, dar mai târziu a fost încorporată, devenind un cartier al acesteia.

## Istoric

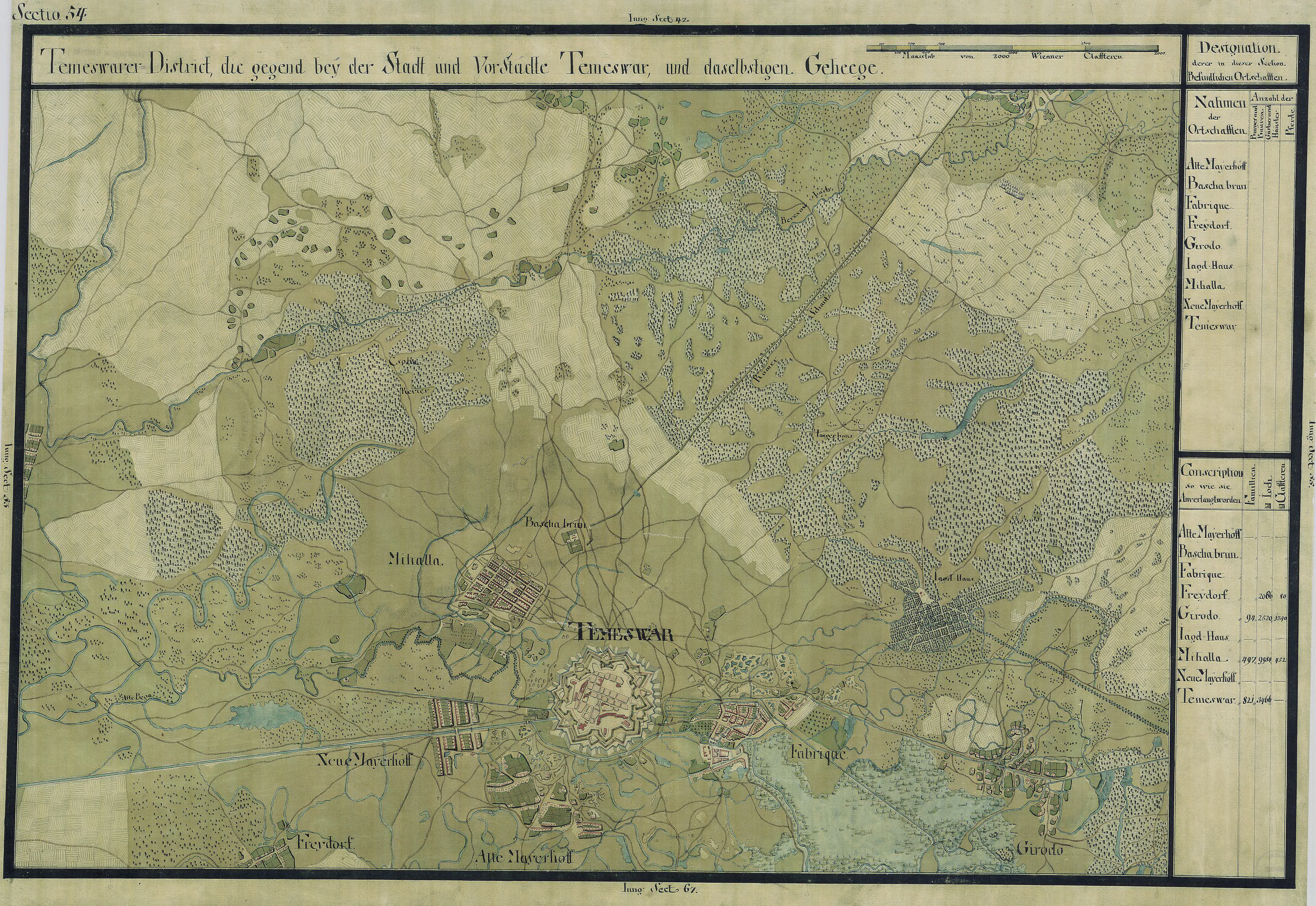
Fabric în Harta Iosefină a Banatului, 1769-72

Fabricul și-a început existența în 1718, când o parte din populația româno-sârbă din cartierul Palanca Mare s-a mutat aici pentru a respecta cerințele militare de reconstrucție a noii cetăți. Fabricul a fost recunoscut pentru manufacturile sale, bresle și meșteșugari, aici înființându-se în 1718 prima Fabrică de Bere, care mai există și azi. Râul Bega avea numeroase ramificații de mici canale navigabile care împânzeau Fabricul, erau pline de mori și poduri. Acestea au facilitat transportul mărfurilor direct pe Canalul Bega și au permis apariția unei industrii puternice și variate. Au înflorit breslele cizmarilor, păpucarilor, șelarilor, cojocarilor, dogarilor, pescarilor, ale brutarilor, măcelarilor, peruchierilor și croitorilor. Până în 1880 existau aici opt mori cu nume de sfinți, mori care măcinau anual peste 2500 de tone de grâu. În 1876 a fost construită gara din Fabric (actuala Gară de Est).

## Cartier multicultural
Fabricul era împărțit pe etnii, românii locuiau în Vlasca Mare, rascienii, sârbii, erau în Fabricul Vechi, iar nemții în Fabricul German. În 1753 ajung și țiganii, numiți "bănățenii noi" care ocupau cartierul "Lumea Nouă", în zona Gării de Est. În Fabric lucrau de asemenea italieni, francezi și spanioli, care se ocupau cu comercializarea orezului, mătăsii și vinului. În Belle Époque s-au stabilit aici greci, armeni, evrei și cehi. 
Piața Traian (care în trecut s-a numit Kossuth ter și Hauptplatz) a fost proiectată de inginerii militari în 1740 în centrul Fabricului Vechi și este o replică mai mică a Pieței Unirii. Ea găzduia piața zilnică și târgurile săptămânale.

## Monumente istorice
- Fabrica de Bere
- Sinagoga din Fabric, construită în anul 1899 în stil maur, după planurile arhitectului Lipot Baumhorn.
- Biserica Millennium
- Biserica Sfântul Gheorghe, construită în anul 1746 în stil baroc
- Biserica ortodoxă Sfântul Ilie
- Biserica greco-catolică Nașterea Maicii Domnului
- Podul Decebal
- Băile Neptun
- Farmacia din Fabric
- Casa cu Mercur, numită după statuia din bronz a zeului Mercur ce tronează pe colțul mansardei acestuia, a fost construită la începutul secolului XX în stil Secession, cu acoperișul frumos ornamentat
- Uzina de apă, proiectată de László Székely
- Fostul Restaurant și Hotelul "Marocan"

## Imagini

Lăcașuri de cult
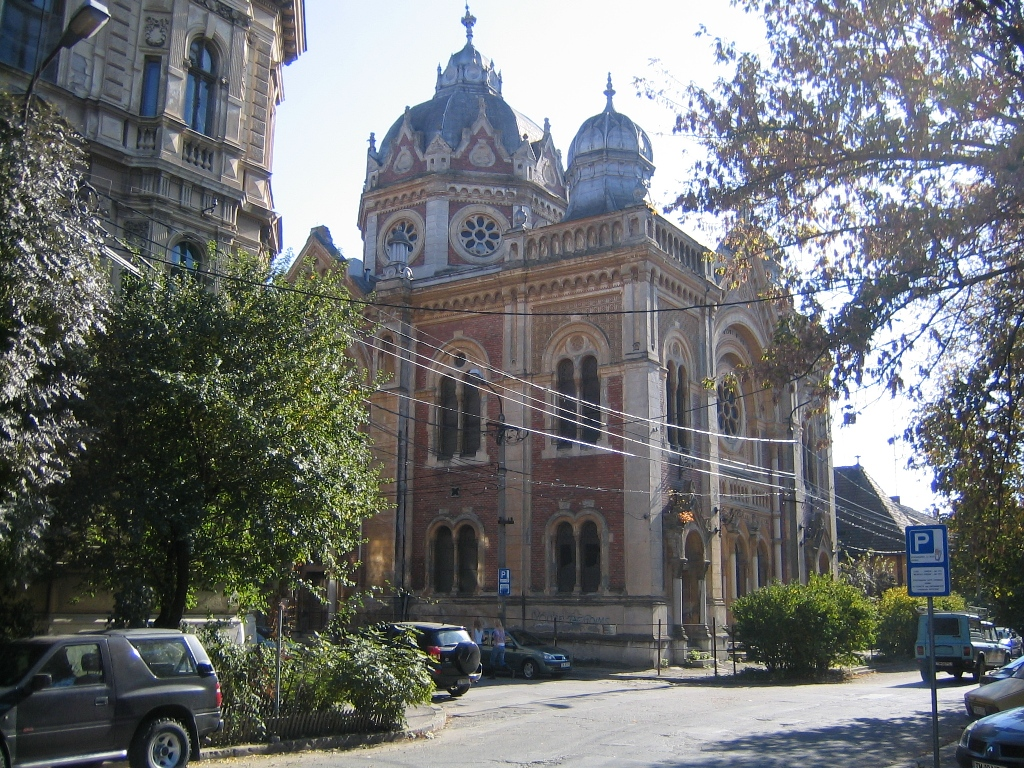
Sinagoga din Fabric
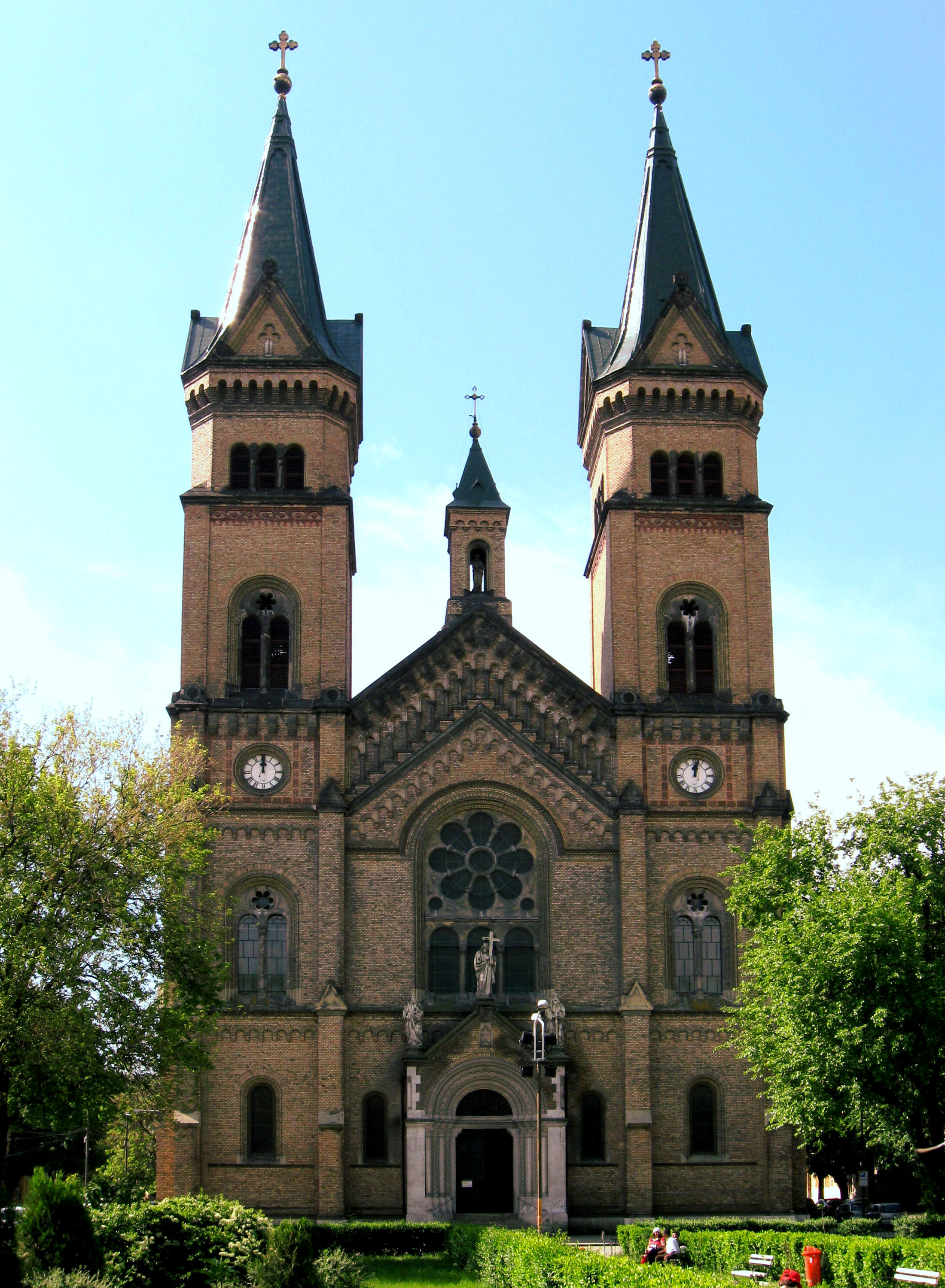
Biserica Millennium
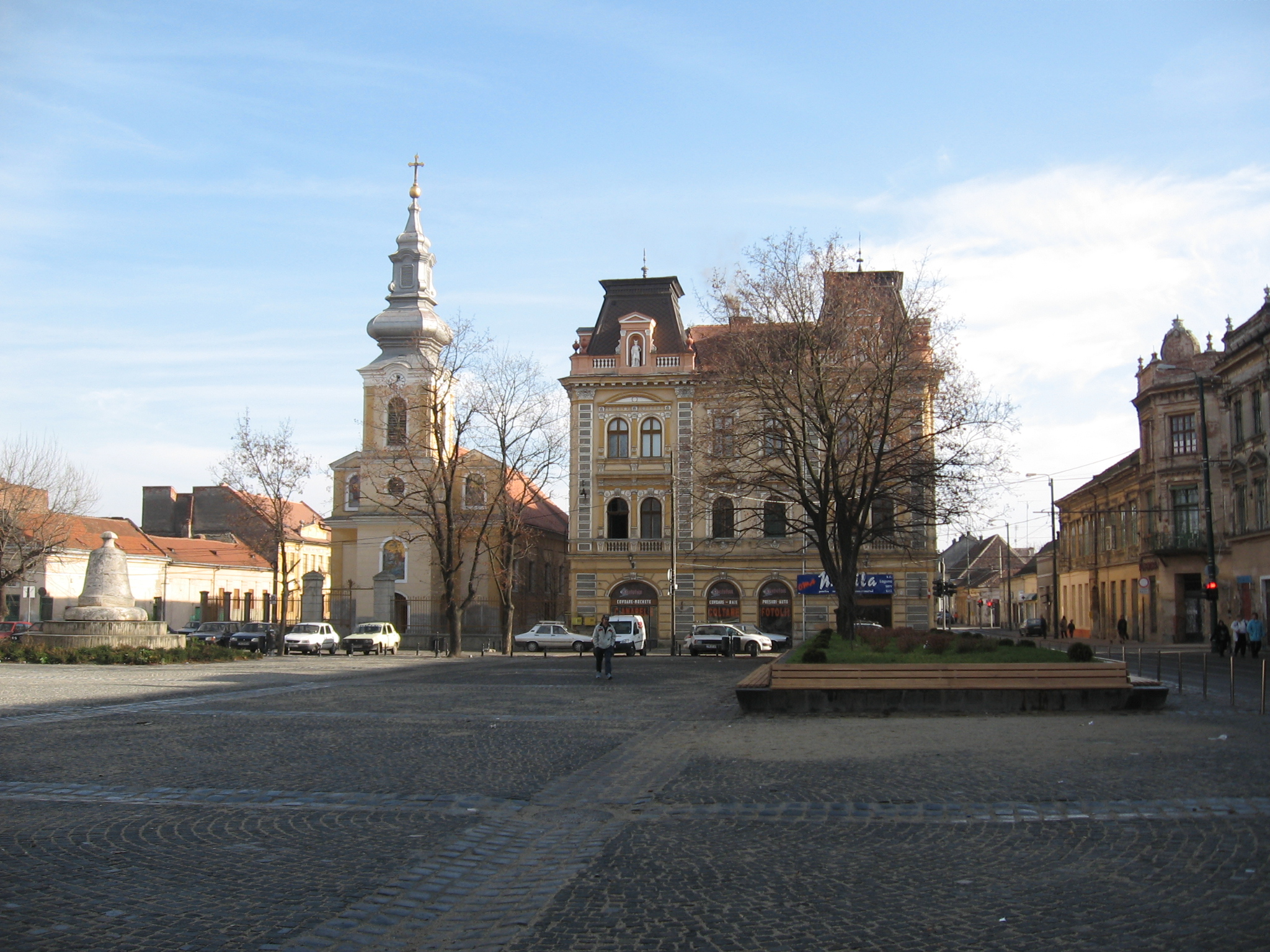
Piața Traian, cu biserica ortodoxă sârbă Sf. Gheorghe
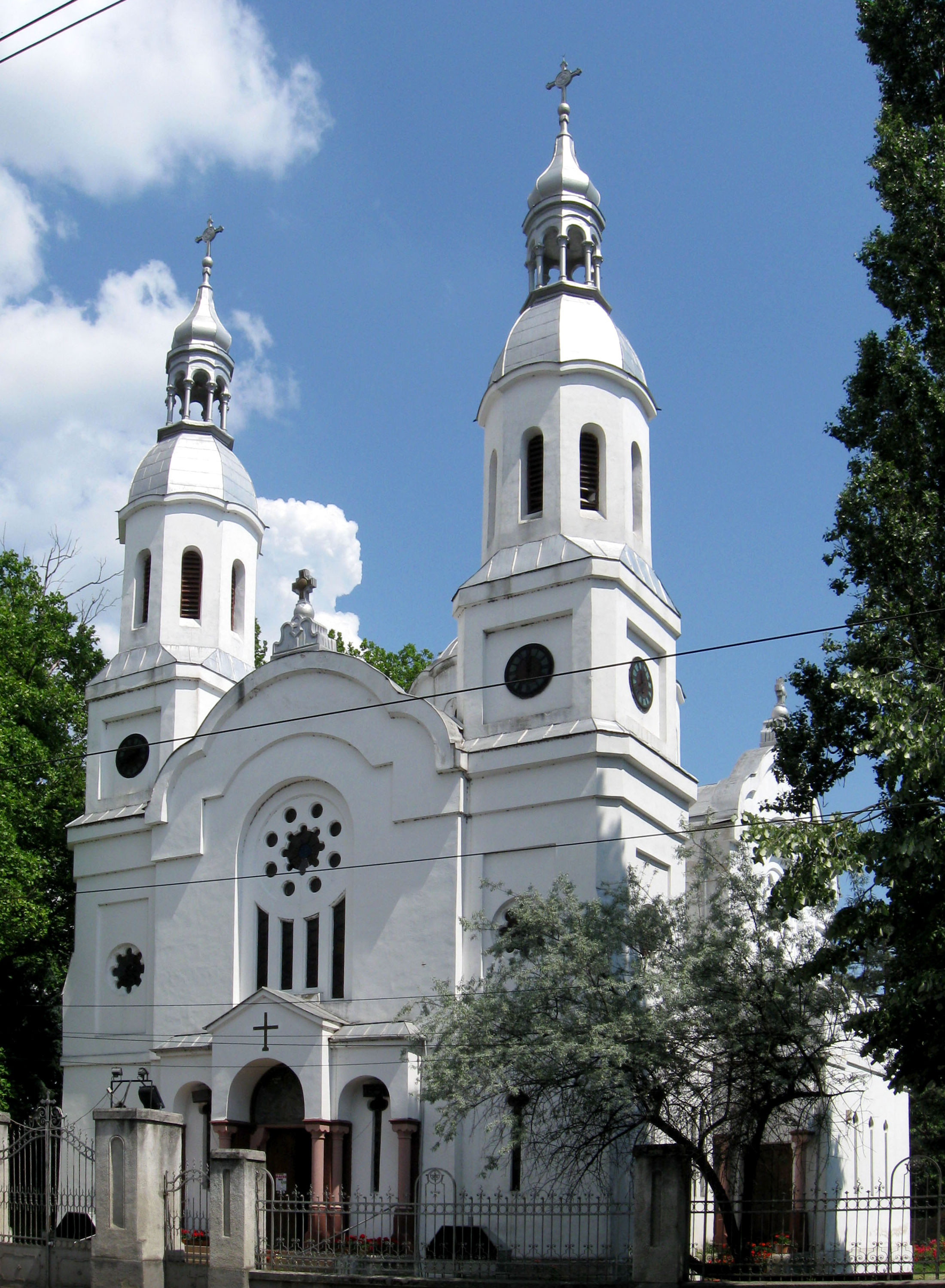
Biserica ortodoxă Sf. Ilie
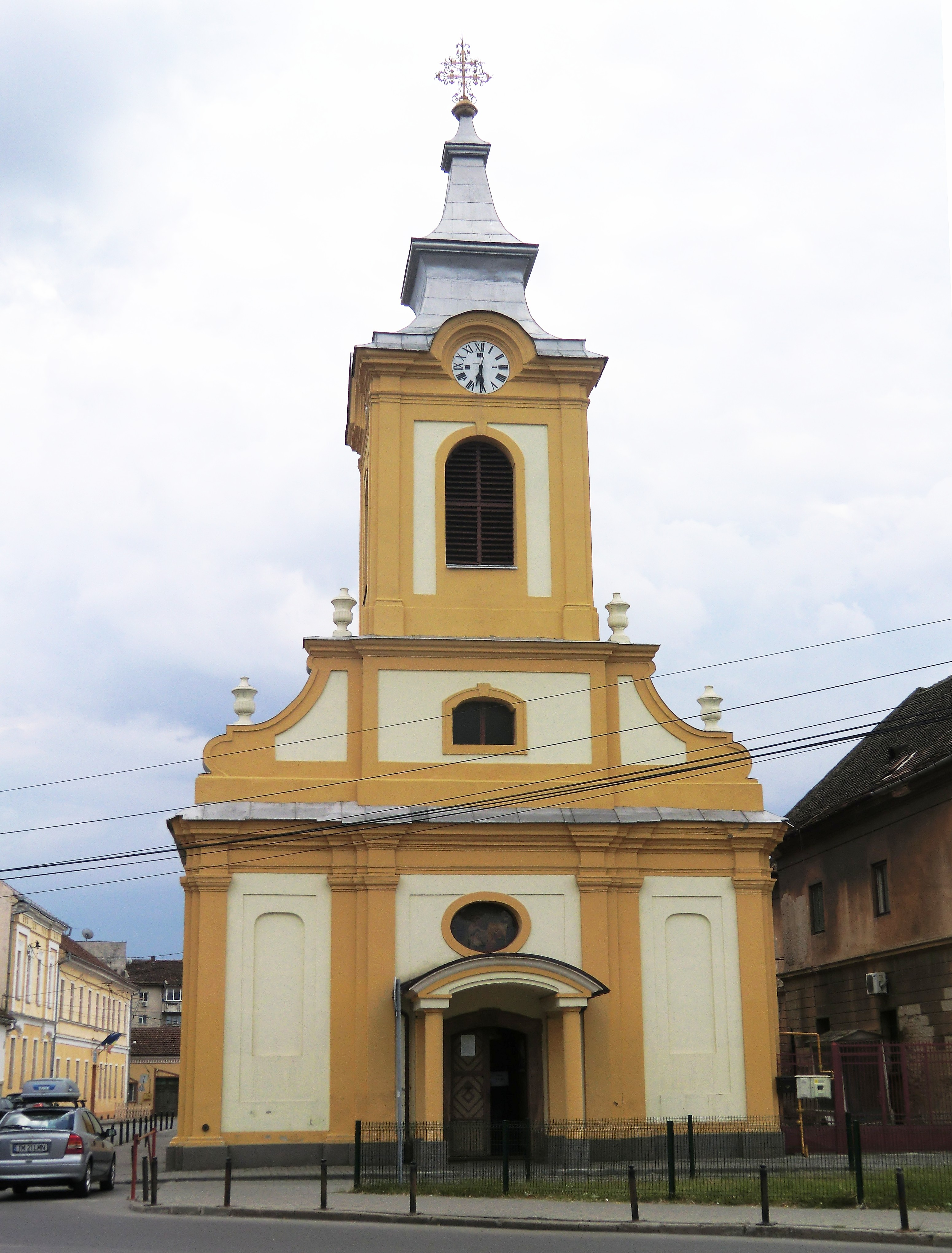
Biserica greco-catolică Nașterea Maicii Domnului
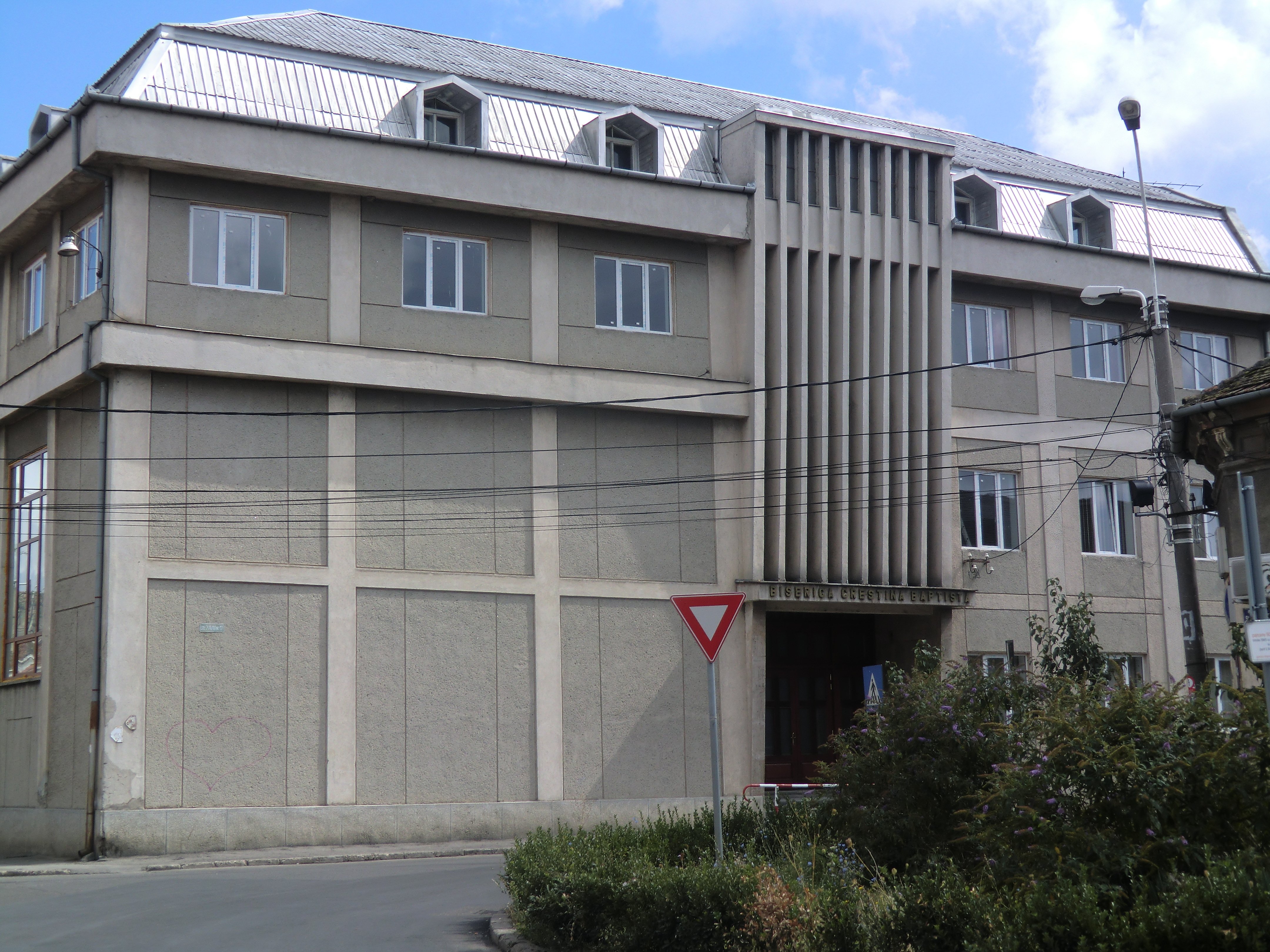
Biserica baptistă

Alte monumente
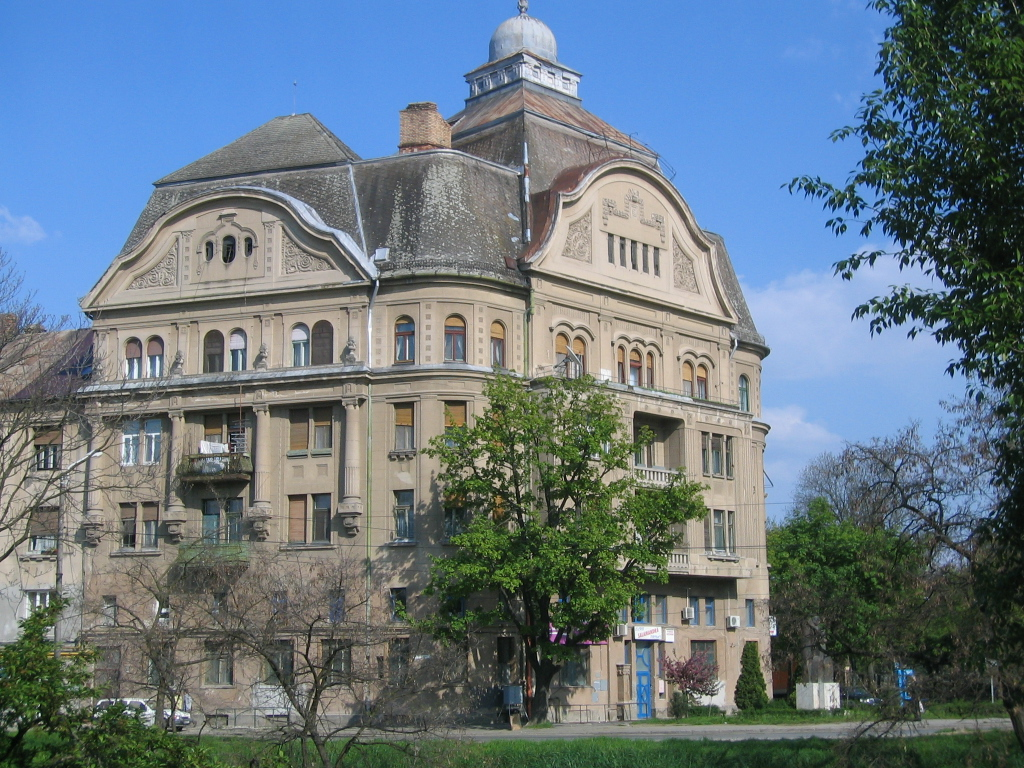
Băile Neptun
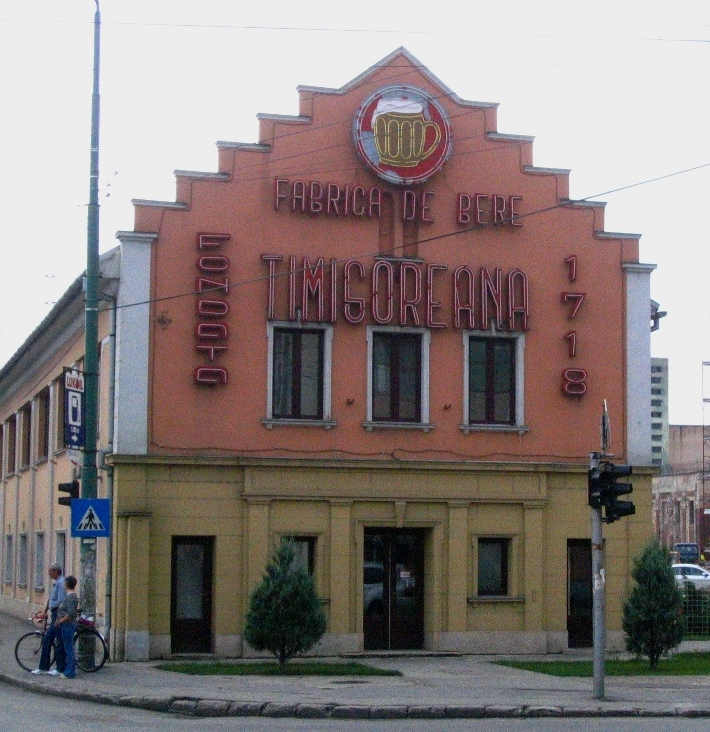
Fabrica de bere